# Волиця (зупинний пункт)
Волиця — зупинний пункт Коростенської дирекції Південно-Західної залізниці (Україна), розташований на дільниці Житомир — Фастів I між зупинними пунктами Ставище (відстань — 5 км) і Скригалівка (4 км). Відстань до ст. Житомир — 80 км, до ст. Фастів I — 21 км.

## Історія
Розташований у Житомирському районі Житомирської області поблизу кордону з Київською областю, за 3 км на південний схід від села Мохначки, за 3 км на північний захід від села Дмитрівки Фастівського району Київської області.
Відкритий 1936 року. 2011 року дільницю електрифіковано. Будується станція.